# Encore Las Vegas
Encore Las Vegas alternativt Encore at Wynn Las Vegas, mer känd som endast Encore, är både ett kasino och ett hotell som ligger utmed gatan The Strip och på tomten för kasinot Wynn Las Vegas i Paradise, Nevada i USA. Den ägs och drivs av Wynn Resorts. Hotellet har totalt 2 034 hotellrum och fyra restauranger.
Den 8 november 2004 meddelade Wynn att ett till kasino och hotell skulle byggas på tomten och skulle heta Encore Las Vegas. Den 28 april 2006 började Encore att byggas och den stod klar den 22 december 2008 till en kostnad på $2,3 miljarder. Den har genomgått renoveringar under 2010 och 2015. 